# Nicholi Rogatkin
Nicholi Rogatkin (Lincoln, 21 dicembre 1995) è un mountain biker e ciclista di BMX statunitense.
È l'atleta più vincitore del FMB World Tour con oltre 25 vittorie. Rogatkin ha iniziato a girare in BMX all'età di cinque anni ed è diventato un professionista all'età di 13. Rogatkin ha vinto l'ASA Triples a Miami e il BMX Dirt Worlds nel 2013. Nel 2014, si è concentrato maggiormente sulla mountain bike e ha partecipato all'FMB World Tour come debuttante. Nella stagione 2015, si è piazzato secondo al Crankworx Rotorua e al Crankworx Whistler, ed è diventato il primo rider in assoluto a vincere sia la competizione Best Trick che l'evento principale al Vienna Air King di Vienna, Austria. Nicholi ha concluso il primo Cashroll (360-Frontflip o 720 Front Cork) al mondo su una bici da downhill. Nel 2016 Rogatkin ha chiuso un nuovo trick, e lo ha chiamato Twister. Il "Twister" è meglio descritto come un front flip 720 o un 1080 front cork. Rogatkin ha concluso la stagione 2016 al primo posto nella Freeride Mountain Bike World Tour Diamond Series e al primo posto nella FISE World Series. Nel 2017 Rogatkin ha aggiunto un'altra rotazione al suo Twister (1080) e ha chiuso un 1440 sull'ultimo salto (big air) al District Ride di Norimberga, in Germania.
Il 18 agosto 2018, Nicholi è stato il primo a vincere il premio "Triple Crown" del Crankworx Slopestyle dopo aver vinto tutte le competizioni crankwork.
Sponsor: Specialized, GoPro, Kali, X-Dubai, Alpinestars, DT Swiss, SPANK Bikes, Ergon, Masters of Dirt, SRAM, RockShox, Ninjaz Gloves, Michelin, Sonax.

## Vittorie
2013
- 1 ° BMX Worlds Düsseldorf, Germania
- 1 ° ASA Triples Miami, FL
- 1 ° OMarisquino Vigo, Spagna

2014
- 1 ° 26 Trix Leogang, Austria
- 1 ° OMarisquino, Vigo, Spagna
- 1 ° OMarisquino Best Trick Vigo, Spagna

2015
- 1 ° concorso Panasonic Best Trick - Vienna Air King
- 1 ° Vienna Air King Austria
- 1 ° miglior trick 26 Trix Leogang, Austria
- 1 ° OMarisquino Vigo, Spagna
- 1 ° GlemmRide Slopestyle Saalbach, Austria
- 1 ° Bike Days Soletta, Svizzera

2016
- 1 ° Air to the Throne Londra, GB
- 1 ° Air to the Throne Miglior Trick
- 1 ° ATs Showdown Best Trick Santa Rosa, CA
- 1 ° Swatch Rocket Air Thun, Svizzera
- 1 ° miglior Trick Crankworx Les Gets, Francia
- 1 ° Swatch Primeline Monaco, Germania
- 1 ° Åre Video Challenge Åre, Svezia
- 1 ° Red Bull Sky Gate Slope Style Zhangjiajie, Cina
- 1 ° Sessione di progressione EuroBike, Friedrichshafen, Germania
- 1 ° EuroBike Team Battle, Friedrichshafen, Germania
- 1 ° FISE World Chengdu, Cina
- 1 ° FMB World Tour 2016
- 1 ° FISE World Series 2016

2017
- 1st Air to the Throne Londra, Gran Bretagna
- 1 ° Crankworx Rotorua Slopestyle in memoria di McGazza, Rotorua, Nuova Zelanda
- 1 ° Swatch Rocket Air Team Battle (Nord America), Thun, Svizzera
- 1 ° Swatch Rocket Air, Thun, Svizzera
- 1 ° Bike Days, Soletta, Svizzera
- 1 ° 26 Trix Best Trick Leogang, Austria
- 1 ° Crankworx Innsbruck, Austria
- 1 ° Colorado Freeride Festival, Winter Park, Colorado, USA
- 1 ° O'Marisquino Vigo, Spagna
- 1 ° District Ride Best Trick Norimberga, Germania
- 1 ° District Ride Norimberga, Germania
- 1 ° FISE World, Edmonton, Canada
- 1 ° Happy Ride, Barcellona, Spagna
- 1 ° miglior Trick DarkFest, Stellenbosch, Sud Africa
- 1 ° Swatch Rocket Air Team Battle (Nord America), Thun, Svizzera
- 1 ° Bike Days, Soletta, Svizzera
- 1 ° FISE World Montpellier, Francia
- 1 ° Crankworx Innsbruck, Austria
- 1 ° Crankworx Les Gets, Francia
- 1 ° Big White Invitational, BC Canada
- 1 ° Crankworx Whistler, BC Canada
- Vincitore della Triple Crown of Slopestyle

2019
- 1 ° Swatch Rocket Air Team Battle (Nord America), Thun, Svizzera
- 1 ° Bike Days Soletta, Svizzera
- 1 ° miglior Trick Crankworx, Whistler, Canada
- 1st Backwoods Jam Best Trick BC, Canada
- 1a Audi Nines Slope Bike Best Trick, Birkenfeld